# Gieorgij Zotow
Gieorgij Andriejewicz Zotow, ros. Георгий Андреевич Зотов (ur. 12 stycznia 1990 w Nowosybirsku, Rosyjska FSRR) – rosyjski piłkarz, grający na pozycji pomocnika.

## Kariera piłkarska

### Kariera klubowa
Wychowanek SDJuSzOR Spartak Moskwa. W 2009 rozpoczął karierę piłkarską w drugiej drużynie Lokomotiwu Moskwa. Nie potrafił przebić się do podstawowego składu, dlatego na początku 2013 przeszedł do Mietałłurga Nowokuźnieck. Po pół roku, w lipcu 2013 przeniósł się do Saluta Biełgorod. 31 sierpnia 2013 zasilił skład ukraińskiego Metałurha Donieck. Po zakończeniu sezonu 2013/14 powrócił do Rosji, gdzie został piłkarzem Anży Machaczkała. Następnie grał w takich klubach jak: Kubań Krasnodar, Krylja Sowietow Samara i FK Orenburg. W 2020 został zawodnikiem Rubinu Kazań.